# Họ Xương rồng

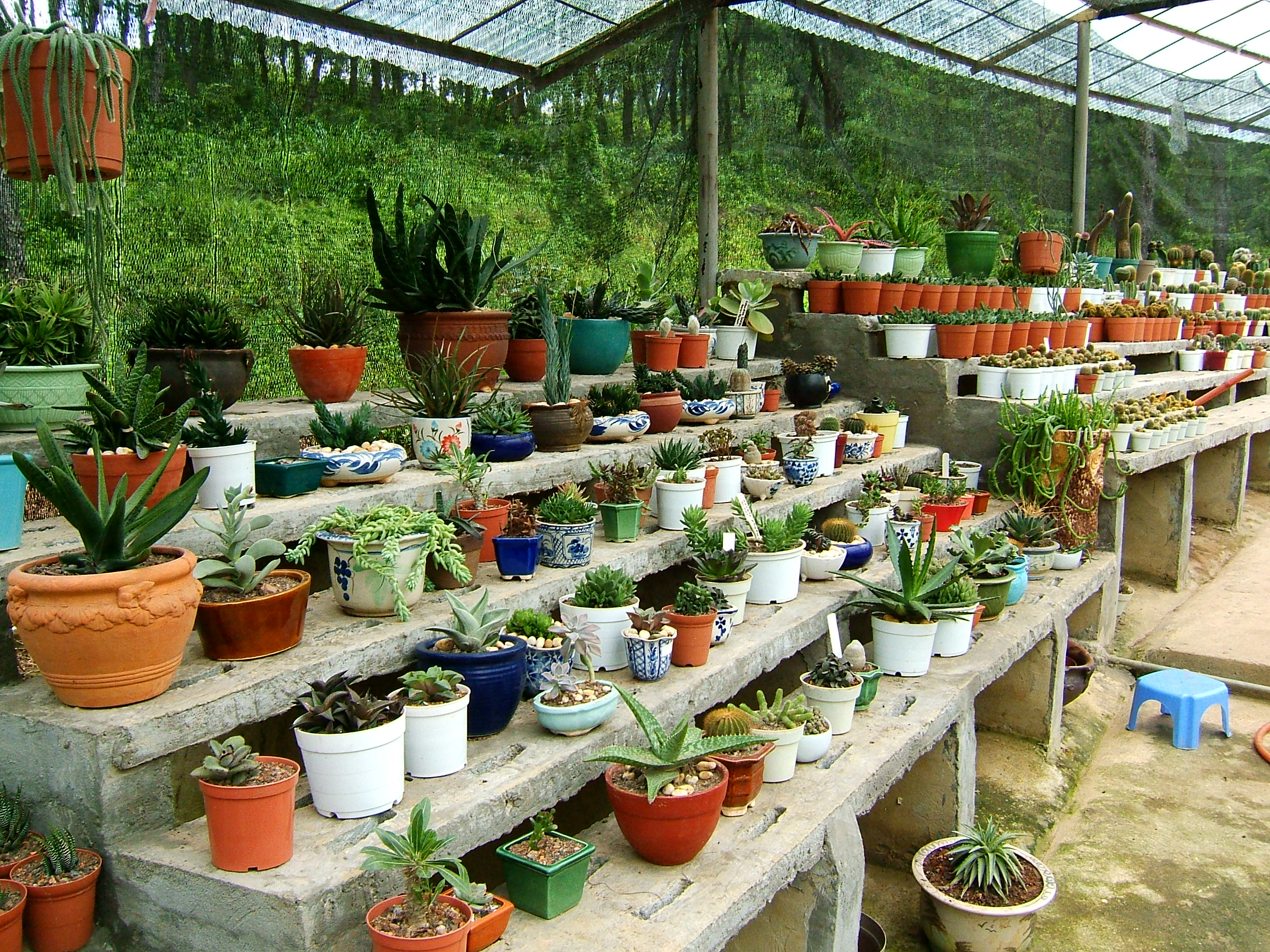
Đủ loại xương rồng trồng trong chậu hoa

Họ Xương rồng (danh pháp khoa học: Cactaceae) thường là các loài cây mọng nước hai lá mầm và có hoa. Họ Cactaceae có từ 25 đến 220 chi, tùy theo nguồn (90 chi phổ biến nhất), trong đó có từ 1.500 đến 1.800 loài. Những cây xương rồng được biết đến như là có nguồn gốc từ châu Mỹ, nhất là ở những vùng sa mạc. Cũng có một số loại biểu sinh trong rừng nhiệt đới, những loại đó mọc trên những cành cây, vì ở đó mưa rơi xuống đất nhanh, cho nên ở đó thường xuyên bị khô. Cây xương rồng có gai và thân để chứa nước dự trữ.
Xương rồng gần như là loại thực vật ở châu Mỹ, ngoại trừ duy nhất là Rhipsalis baccifera, sinh trưởng chủ yếu ở vùng nhiệt đới, chủ yếu ở châu Phi, Madagascar và Sri Lanka cũng như ở vùng nhiệt đới châu Mỹ. Loài này được cho là mới định cư gần đây ở các lục địa ngoài châu Mỹ (trong vài nghìn năm gần đây), có thể là do các loài chim di cư mang theo dưới dạng hạt không tiêu hóa được. Nhiều loài xương rồng khác đã thích hợp với môi trường sống mới trên các phần khác nhau của thế giới do sự đem theo của con người.

## Mô tả

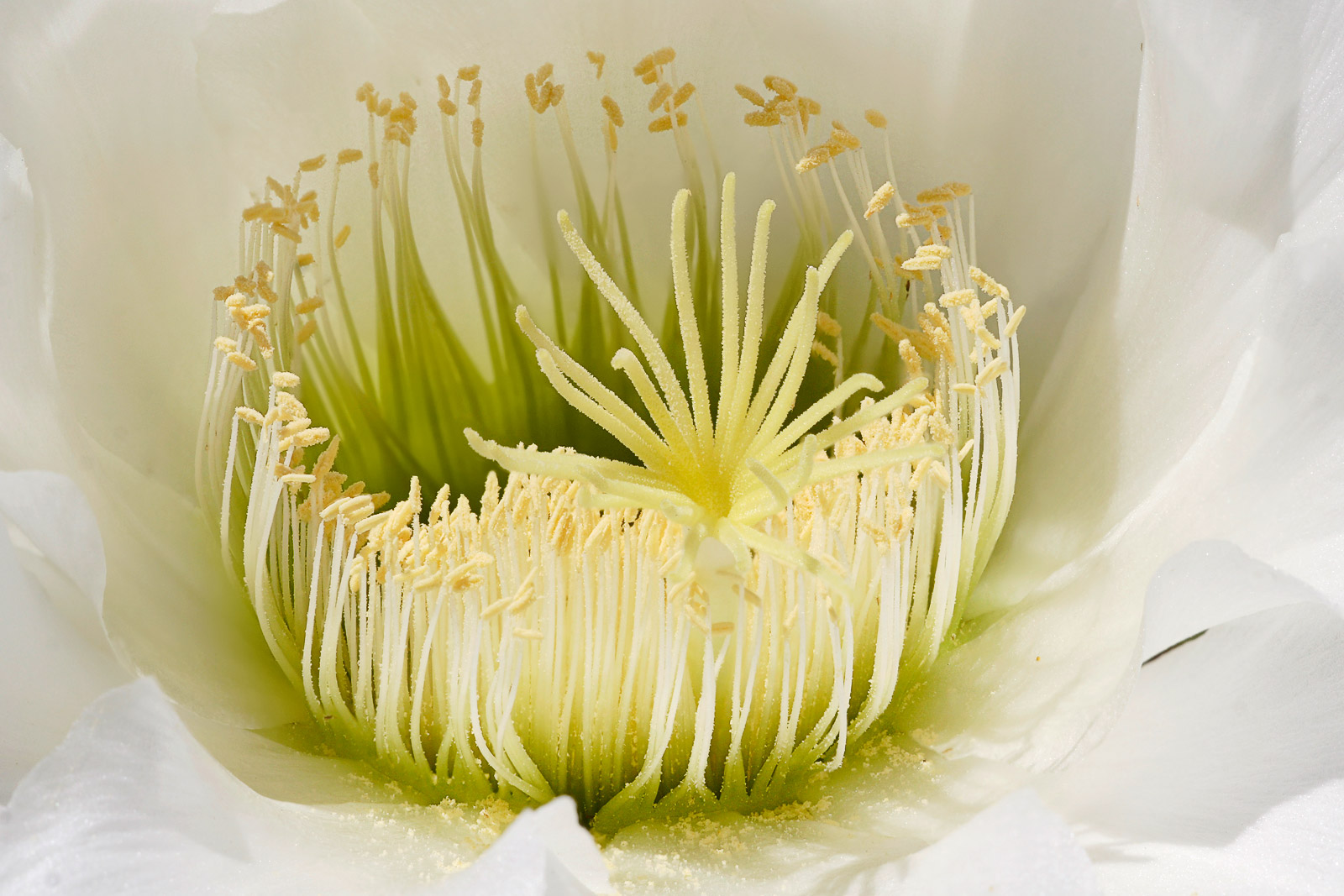
Hình hoa xương rồng chụp cận cảnh (Echinopsis spachiana) cho thấy hoa này có rất nhiều nhị

Xương rồng là một loài thực vật mọng nước, có nhiều dạng phát triển: thành cây lớn, thành bụi hoặc phủ sát mặt đất. Đa số các loài xương rồng đều mọc và phát triển từ đất, nhưng cũng có rất nhiều loài ký sinh trên các loài cây khác để phát triển. Phần lớn xương rồng, trừ nhánh Pereskioideae phân loại dưới-họ (xem ảnh bên), có lá tiêu biến rất đáng kể. Cánh hoa phân bố đồng đều và đồng tâm, hoa đa phần là lưỡng tính, nở vào cả sáng và tối tuỳ theo loài. Hình dạng thay đổi từ dạng-phễu qua dạng-chuông và tới dạng-tròn-phẳng, kích thước trong khoảng từ 0,2 đến 15–30 cm. Phần lớn có đài hoa (từ 5-50 cái hoặc hơn), thay đổi dạng từ ngoài vào trong, từ lá bắc đến cánh hoa. Số lượng nhị rất lớn, từ 50 đến 1.500 (hiếm khi ít hơn). Gần như tất cả các loài xương rồng có vị đắng, thi thoảng bên trong còn có nhựa đục. Một trái xương rồng chứa khoảng 3.000 hạt, mỗi hạt dài 0,4-12mm.

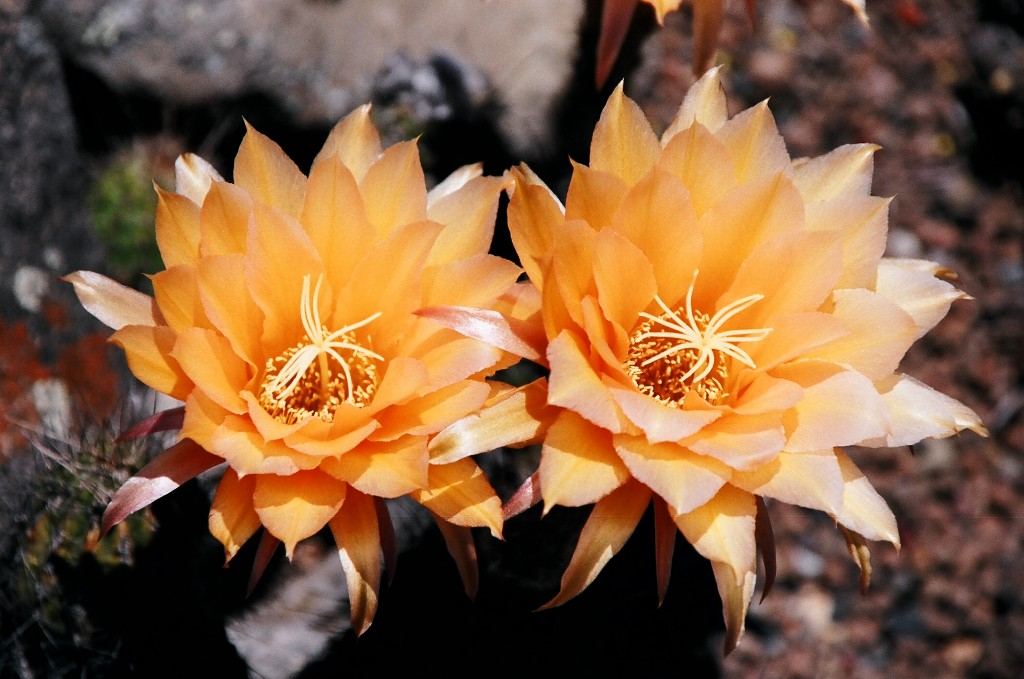
Hoa xương rồng ở Vườn thực vật Bay Area

Trung bình, một cây xương rồng sống rất lâu, tới hơn 300 năm, và cũng có loài chỉ sống 25 năm. Loài xương rồng Saguaro (Carnegiea gigantea) có thể cao tới 15m (kỉ lục đo được là 17m67, trong khi đó 10 năm đầu nó chỉ cao 10 cm. Cây xương rồng "Gối bông của mẹ chồng" ("mother-in-law's cushion", Echinocactus grusonii) nhỏ nhất ở quần đảo Canaria cao 2m50 và đường kính là 1m, cho bông mỗi 6 năm. Đường kính hoa xương rồng khoảng 5–30 cm màu sắc rất sặc sỡ, lộng lẫy.

## Phân loại
Theo Tổ chức quốc tế nghiên cứu về thực vật mọng nước hay ICSG, Họ Xương rồng bao gồm 125 đến 130 chi và 1.400–1.500 loài, thuộc 4 phân họ và số tông nhiều nhất là 9:
- Phân họ Pereskioideae K. Schumann

Chí có 1 chi Pereskia.
- Phân họ Opuntioideae K. Schumann

Khoảng 15 chi.
- Phân họ Maihuenioideae P. Fearn

Chỉ có 1 chi Maihuenia, gồm 2 loài.
- Phân họ Cactoideae

Được chia thành 9 tông, và là phân họ lớn nhất gồm các loài xương rồng đặc trưng.

## Chăm sóc
Hầu như người chơi xương rồng kiểng trong nhà không được hướng dẫn kĩ thuật chăm sóc sau khi mua, dẫn tới tuổi thọ xương rồng không cao. Đối với những chậu xương rồng kiểng trồng nơi râm, hoặc trang trí trong nhà, chúng ta không được phép tưới nước cho cây. Đối với những cây xương rồng trồng bên ngoài thì phải tưới nước cho cây khoảng một lần mỗi tuần. Muốn cây mau lớn thì phải đảm bảo vị trí đặt cây xương rồng sao cho có nhiều nắng, trung bình một ngày xương rồng phải sưởi sáu tiếng đồng hồ.
Thi thoảng nên tưới xương rồng, đừng tưới quá thường xuyên vì có thể gây ra tình trạng úng rễ.. Và mỗi khi tưới, chúng ta nên dùng nước âm ấm; đừng dùng nước lạnh khiến rễ cây khó hấp thụ, đôi khi còn bị sốc nhiệt. Để kiểm tra xem cây có đang thiếu nước không, chúng ta dùng một que tùng bách California đỏ cắm vào đất, nếu nó có phần sậm màu hơn màu của cả que thì đất vẫn ẩm.

## Loài cây quen thuộc có chung họ xương rồng

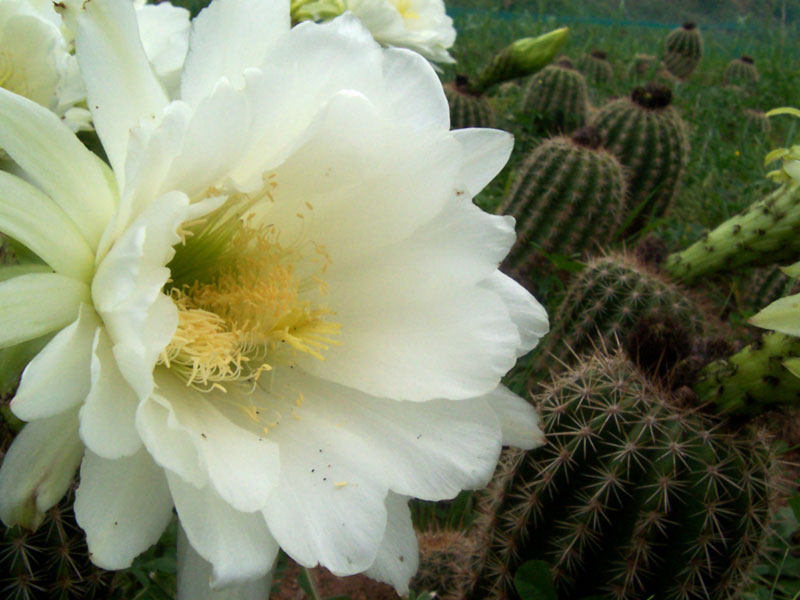
Hoa xương rồng

- Quỳnh trắng (Epiphyllum oxypetallum): Đây là loại hoa cảnh rất được nhiều người yêu chuộng vì đặc tính hoa đẹp chỉ nở một lần vào giữa đêm và có một sự tích giải thích về loài hoa này.
- Thanh long (Hylocereus undatus) Lưu trữ ngày 11 tháng 12 năm 2005 tại Wayback Machine: Đây là một loại cây ăn trái. Trái có mùi vị đặc trưng, hơi chua, ngọt. Vỏ trái màu từ đỏ hồng đến đỏ tía. Nhiều người Việt Nam ưa chuộng loại trái này không chỉ để ăn mà còn để chưng trên các bàn thờ rất đẹp và trang trọng.

## Công dụng

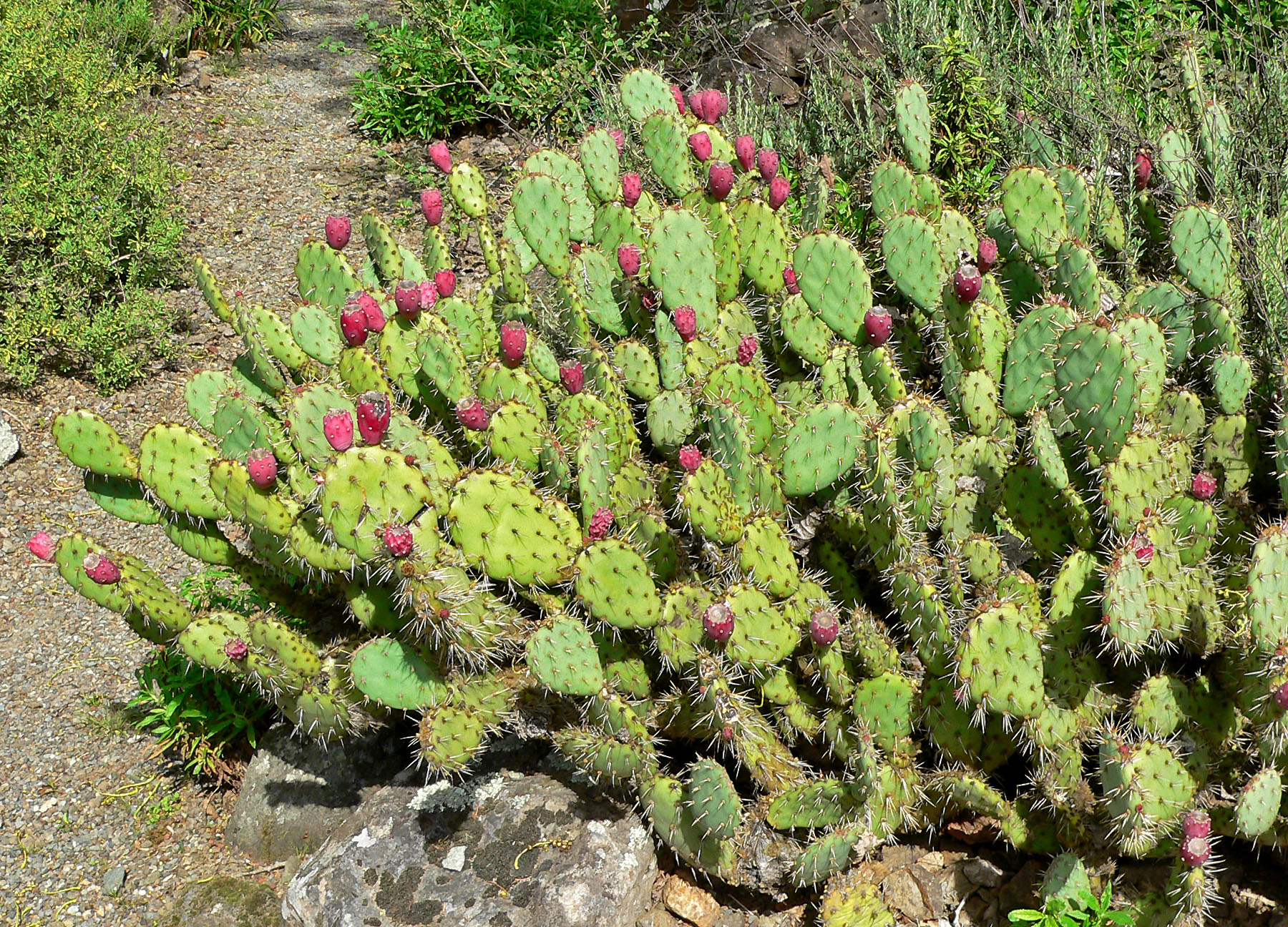
Xương rồng lê gai cho trái

Biểu tượng cảnh quan khô cằn

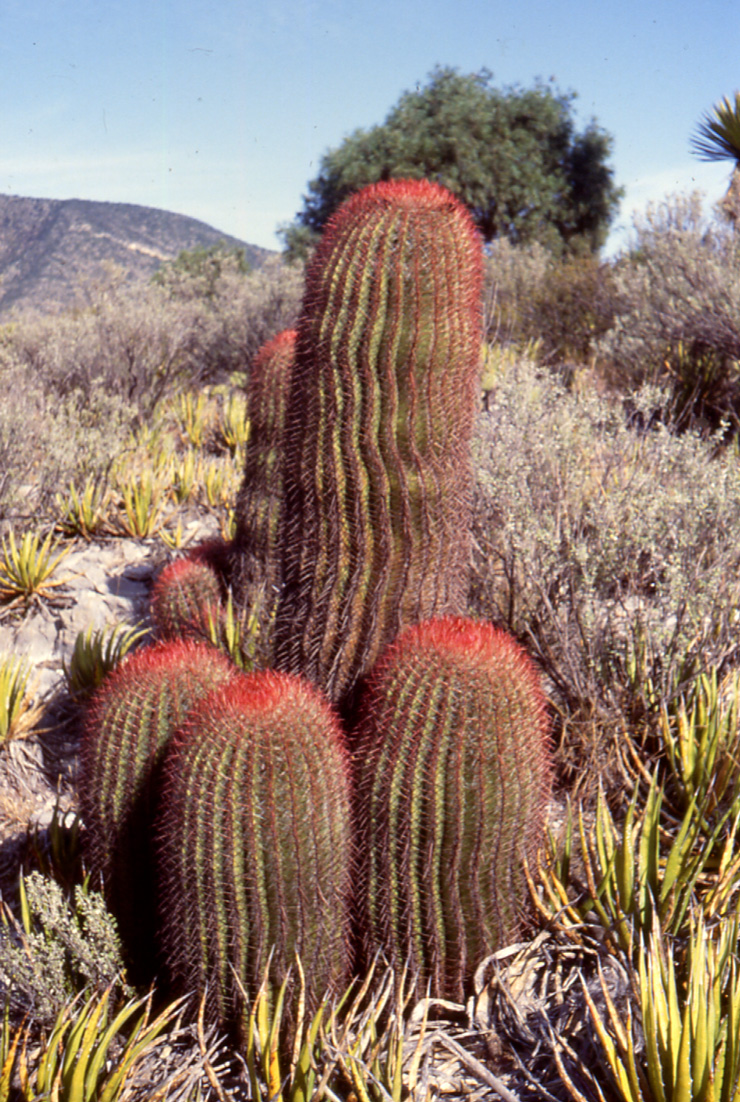
Ferocactus pilosus phía nam Saltillo, Coahuila, đông bắc Mexico

Con người trồng xương rồng ở khắp nơi trên thế giới, nhắc đến nó ai cũng liên tưởng với một loài cây trồng chậu, một loại cây cảnh quen thuộc trong nhà hay trong những vườn kiểng có khí hậu nhiệt đới. Nó còn hình thành cảnh quan khô cằn trong những hoang mạc, hay làm nên những hòn non bộ. Ở nhiều quốc gia, đặc biệt là Úc, lượng nước sử dụng rất thiếu thốn, nên loài thực vật chịu-hạn chiếm ưu thế. Số lượng loài phát triển nhanh chóng, như các loài: Echinopsis, Mammillaria và Cereus, bên cạnh các loài khác. Nhiều loài còn đóng vai trò chủ yếu như: xương rồng Gối bông của mẹ chồng (mother-in-law's coushion Echinocactus grusonii), xương rồng Golden Barrel dekha.
Người ta thường trồng xương rồng thành hàng rào, ở những vùng sâu vùng xa thiếu điều kiện kinh tế hoặc thiếu thốn nguồn nguyên liệu tự nhiên. Như khu bảo tồn Masai Mara, Kenya là một ví dụ. Xương rồng được dùng trang trí, tạo cảnh quan thiên nhiên cho ngôi nhà và chống trộm, nhiều mục đích khác nữa. Gai nhọn của xương rồng gây đau buốt cho kẻ trộm, khiến chúng phải thoái lui và bỏ ý định ban đầu của mình. Tuỳ loại, mà sự kết hợp hình dạng xương rồng và hình dạng hàng rào sao cho thẩm mỹ nhất.
Như các loại cây trồng khác, xương rồng cũng được sử dụng với mục đích thương mại, nhiều cây cho trái ăn được như giống: xương rồng lê gai (Prickly Pear opuntia), thanh long. Opuntia còn là giống cây dụ loài rệp son (hay con gọi là bọ diệp chi, dùng cho công nghiệp nhuộm ở Trung Mỹ).
Loài Peyote, Lophophora williamsii, được biết đến như một vị thuốc an thần (psychoactive) của thổ dân châu Mỹ. Nhiều loài của chi Echinopsis (trước đây là Trichocereus) có đặc tính an thần. Như loài xương rồng San Pedro, mẫu vật có thể tìm dễ dàng trong các vườn ươm, có chứa hoạt chất mescaline.

## Nguồn gốc tên gọi

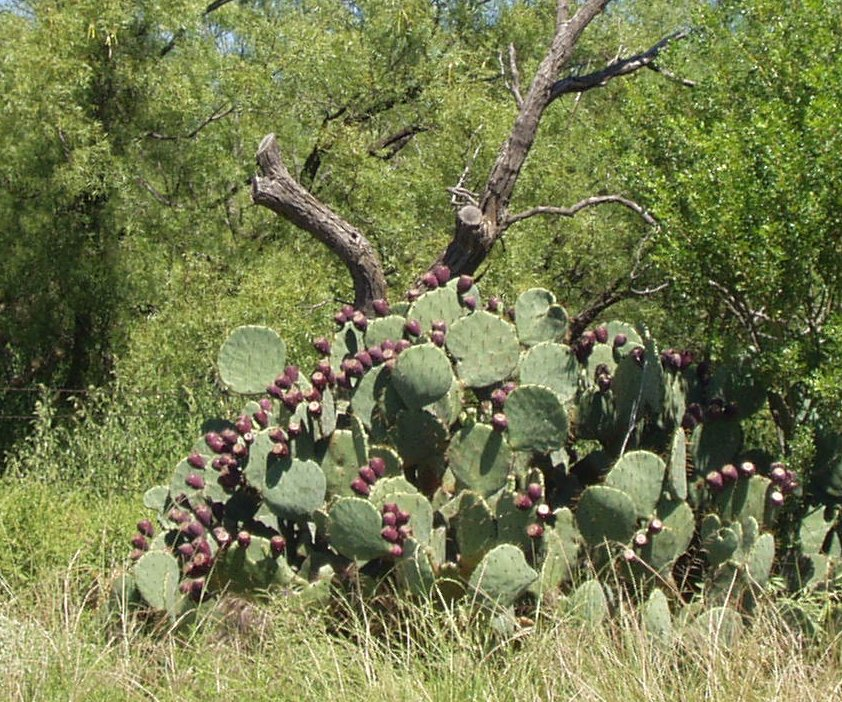
Xương rồng lê gai (Prickly Pear, Opuntia) là một trong những loài xương rồng phổ biến nhất Bắc Mỹ.